# Trini España
Trini España, eigentlich Trinidad Pérez Blanco (* 1937 in Sevilla; † 11. Juli 2009 in Sevilla), war eine spanische Flamenco-Tänzerin.

## Leben
Trini España wuchs im Sevillaner Stadtviertel La Macarena auf. Ihr Vater war der Gitarrist Pepe España und ihr Urgroßvater der Tänzer Paco España; von ihnen übernahm sie den Künstlernamen. Schon in sehr jugendlichem Alter beeindruckte sie mit herausragenden Flamenco-Darbietungen im klassischen Stil. Die Grundlagen erlernte sie bei Enrique el Cojo. Mit 13 Jahren wurde sie in die Kompanie von Juanita Reina aufgenommen.
Später unterrichtete sie in Sevilla im Restaurant des Hotel Cristina und im Restaurant El Guajiro Flamenco im Stil der Meisterinnen des frühen 20. Jahrhunderts. Gemeinsam mit Concha Piquer und Juanita Reina bereiste sie Spanien. Im Tablao Villa Rosa trat sie im Paar mit Alejandro Vega auf. 1967 erhielt sie den Premio Nacional de Baile Flamenco der Cátedra de Flamencología y Estudios Folklóricos Andaluces von Jerez de la Frontera.
1969 stand sie im Torres Bermejas in Madrid auf der Bühne. Ferner tanzte sie in den madrilener Tablaos Arco de Cuchilleros, Los Canasteros und Los Cabales de Madrid. 1972 eröffnete sie das Tablao Los Gallos in Sevilla. Auch auf den Bühnen der wichtigsten andalusischen Flamenco-Festivals trat sie auf.
Seit Mitte der 1970er Jahre trat sie nur noch sehr selten in der Öffentlichkeit auf. Im Mai 1995 präsentierte sie eine Soleá in einer Fernsehsendung des Senders Canal Sur.

## Rezeption
Die Zeitung ABC bezeichnete sie in ihrem Nachruf als „Barock-Künstlerin des Flamenco“.
José Luis Navarro García nannte ihre Darbietungen exemplarisch für klassischen Stil und Ästhetik. Sie sei eine perfekte Tänzerin gewesen, die mit Meisterschaft ihr Flamenco-Kleid und ihre Kastagnetten in Szene gesetzt habe. Ihr Tanz habe sich durch Temperament, Kraft, Schärfe, aber auch durch Gemessenheit und Würde ausgezeichnet.